# Shure
Shure — американська компанія, виробник аудіообладнання, створена 1925 року.

## Історія
Засновником компанії Shure Radio Company є американець Сідні Н. Шур, який у 1920-ті роки продавав радіотехнічні набори. Шур був єдиним працівником новоствореної компанії, офіс якої був розташований в Чикаго. 1928 року до бізнесу доєднався брат Семюєл Дж. Шур, і компанію було перейменовано на Shure Brothers Company. Під час Великої депресії Шур розповсюджував продукцію компанії Ellis Electrical Laboratories, яка виробляла мікрофони, а 1931 року почав роботу над мікрофонами власного виробництва. Протягом 1930-х років він випустив декілька моделей: недорогий двокнопковий Model 33N, конденсаторний Model 42, бездротовий радіомодулятор Model 99, п'єзоелектричний Model 70, стрічковий Model 50 та одноелементний односпрямований динамічний мікрофон Model 55 Unidine.
У 1940-ві компанія Shure була основним постачальником мікрофонів для американських збройних сил. Окрім найпоширенішої моделі T-17B, для військових було створено мікрофон T-30V, навушники HS-33 та HS-38, а також модель мікрофона M-C1 для кисневих масок. Після закінчення Другої світової війни компанія також виробляла картриджі для фонографів, 1946 року змінивши назву на Shure Brothers Incorporated. 1949 року вийшов мікрофон 520 Green Bullet, який часто використовувався для губних гармонік, а 1951 року — зменшена версія популярної 55-ї моделі Unidyne 55S. В середині 1950-х офіс компанії переїхав з Чикаго до Еванстона, штат Іллінойс. Наприкінці десятиліття вийшла модель 545 Unidyne III, яка дозволяла записувати звук з верхньої частини мікрофона, а не з боків, як до цього.
В середині 1960-х років вийшли моделі студійних мікрофонів SM57 та SM58, остання з яких згодом стала одним за найбільш популярних вокальних мікрофонів у світі. 1973 Shure випустили мікрофон SM7, що набув широкого поширення на радіо та телебаченні. 1978 вийшла модель конденсаторного мікрофона SM81. Протягом 1980 років компанія відкрила нові фабрики у селищі Вілінг, штат Іллінойс (США), містах Агуа-Прієта та Сьюдад-Хуарес (Мексика). 1991 року було відкрито підрозділ в Німеччині. 1995 року засновник Shure Сідні Н. Шур помер у 93-річному віці. 1999 компанія змінила назву з Shure Brothers на Shure Incorporated.
2003 року Shure відзначена Технічною премією «Греммі» за внесок у розвиток індустрії звукозапису. Протягом 2000-х нові офіси відкрилися в Великій Британії, Китаї та Японії. 2008 року мікрофон Unidine Model 55 було внесено в Залу слави TEChnology Hall of Fame. Станом на 2020-ті каталог Shure містить мікрофони, безпровідні системи, навушники, програмне забезпечення, системи цифрової обробки сигналів, мікрофонні мікшери та інше обладнання.

Моделі мікрофонів Shure
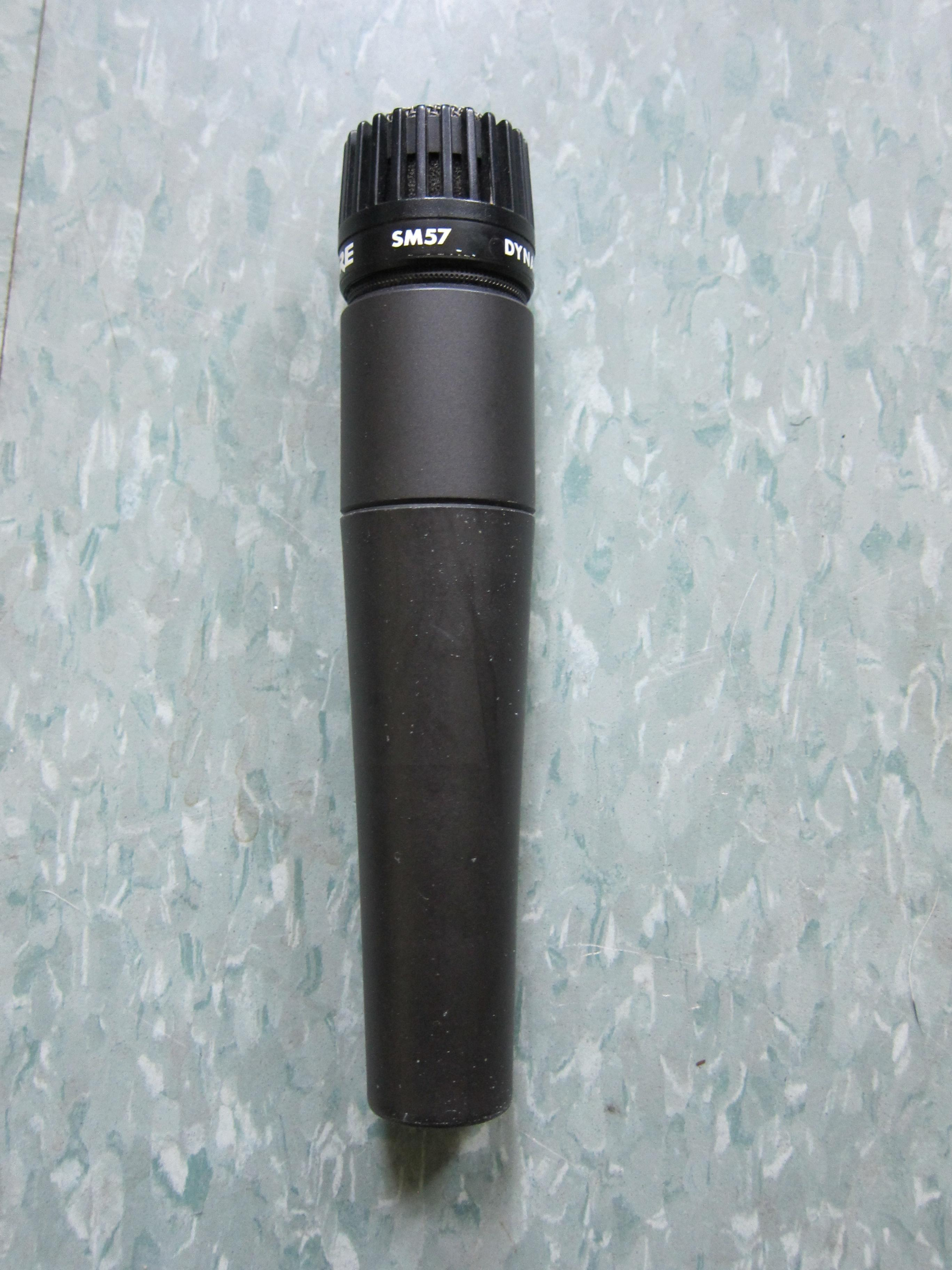
SM57
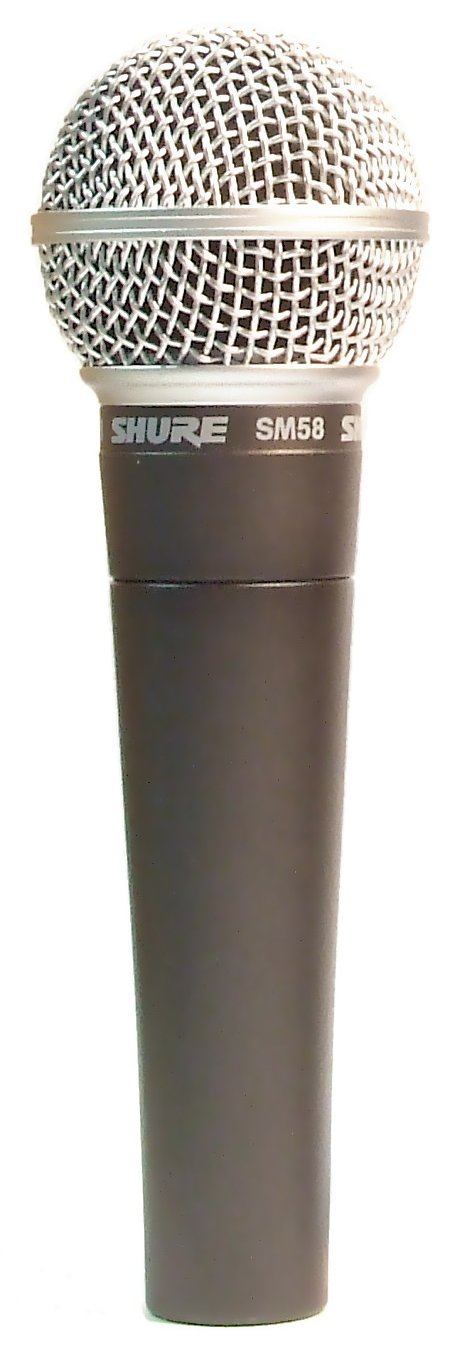
SM58
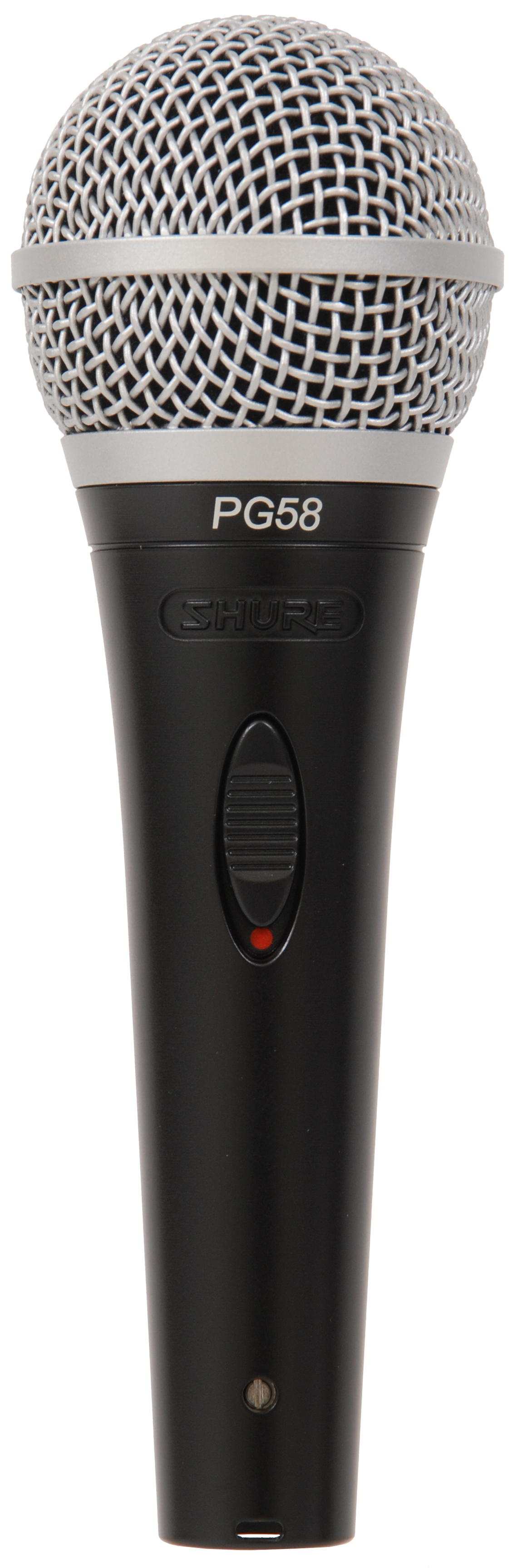
PG58
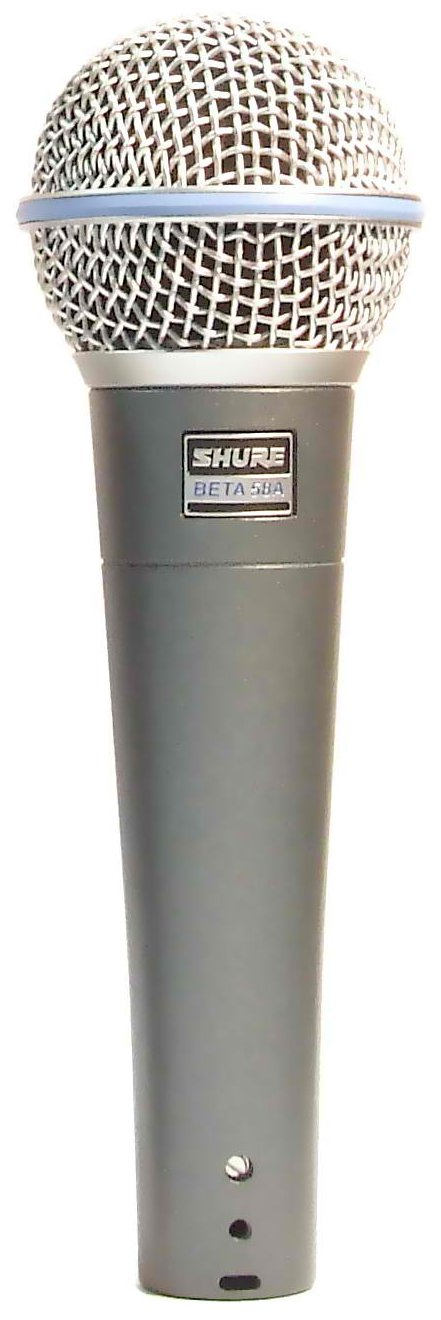
Beta 58A
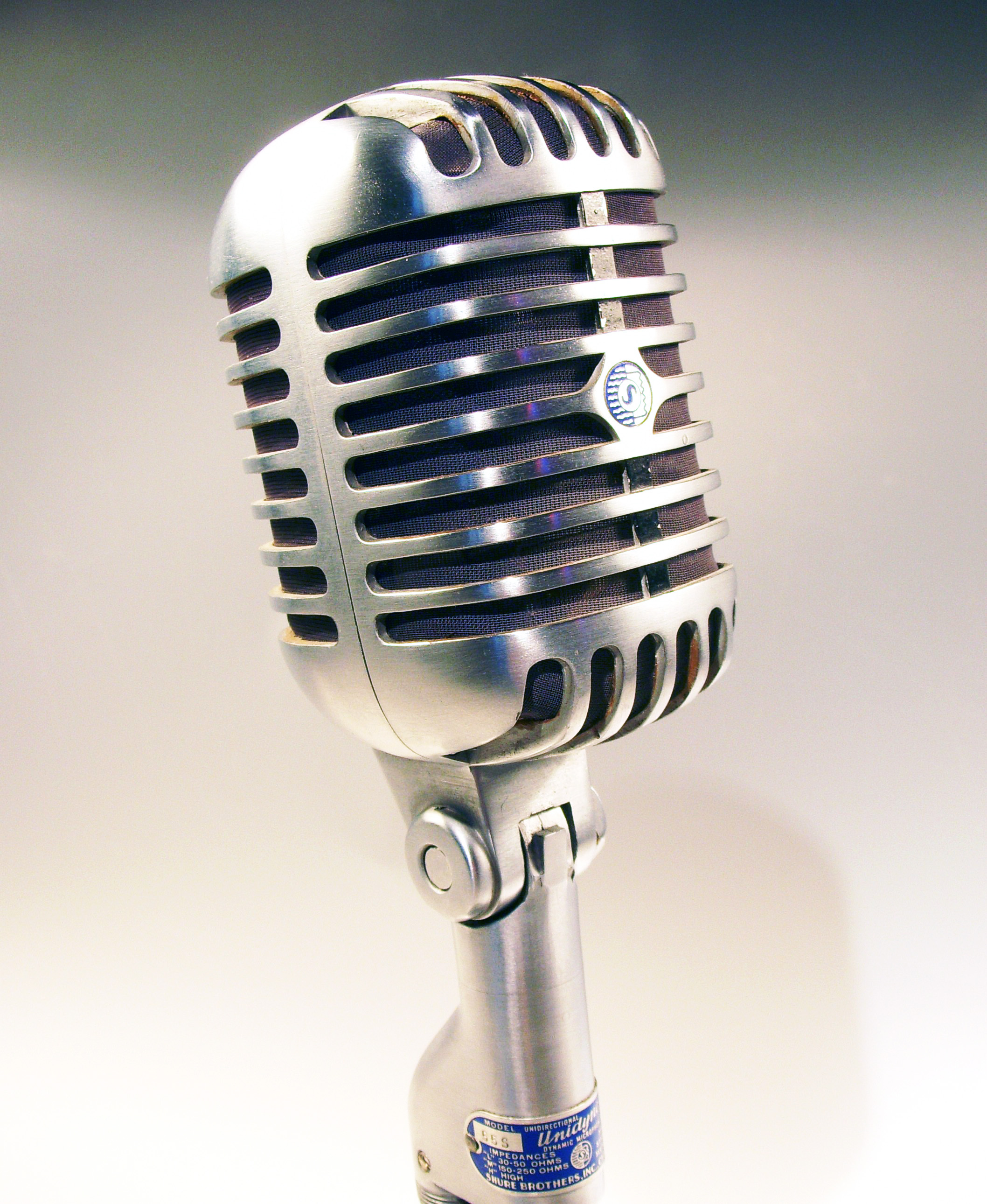
55S
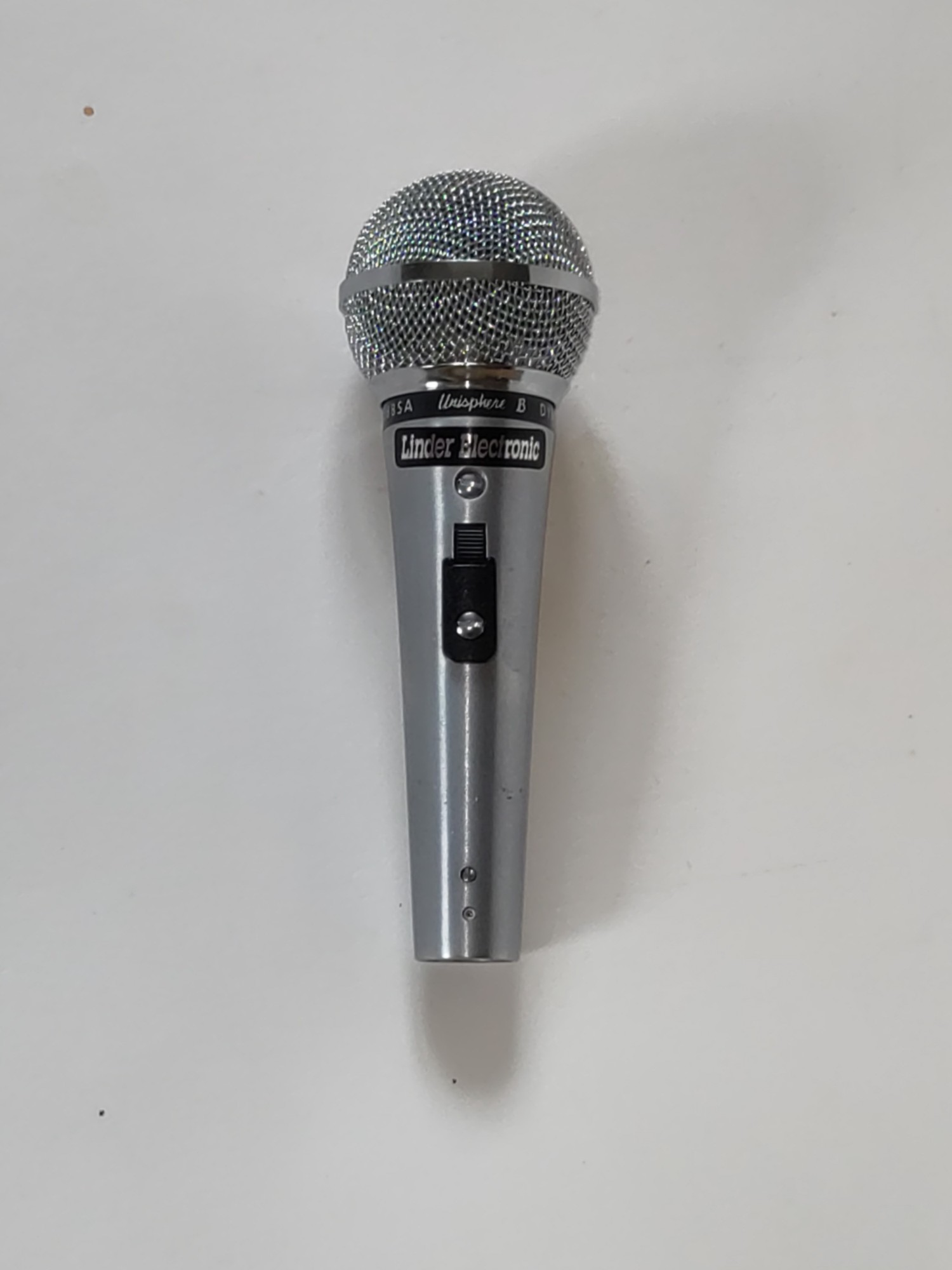
558SA